# Conseq
Conseq Investment Management, a.s. je česká akciová společnost z oblasti finančnictví obchodující s podílovými a penzijními fondy. Založena byla roku 1994.
Celkový objem aktiv obhospodařovaných skupinou Conseq činí v současné době přes 106,5 mld. Kč (dle zveřejněných dat AKAT ČR). V době 25. výročí svého založení (v polovině roku 2019) měla skupina Conseq přes 120 zaměstnanců a starala se o aktiva cca 500 000 klientů.

## Historie
Zakladatelem Conseq je společnost Conseq Finance, a.s., která byla založena v roce 1994 a ve svých počátcích se specializovala na obchodování s dluhopisy. V této oblasti se za dva roky po založení zařadila mezi přední obchodníky s cennými papíry na českém kapitálovém trhu.
V roce 1996 společnost vstoupila na Burzu cenných papírů Praha a stala se členem prestižní skupiny přímých účastníků aukcí státních dluhopisů. V následujících letech Conseq Finance, a.s. rozšířila spektrum svých činností o obchodování s akciemi, oblast firemních financí, a zejména o investiční management a distribuci fondů.
Z pohledu obratu obchodů s cennými papíry byla Conseq Finance, a.s. v letech 1997 až 2002 největším nebankovním obchodníkem s cennými papíry v Česku.
V roce 2000 byla založena společnost Conseq Invest Plc, registrovaná v Irské republice. Tato firma právně zastřešuje všechny otevřené podílové fondy z fondové skupiny Conseq Invest.
Na základě rozhodnutí o založení společnosti určené pro obhospodařování individuálních portfolií, z důvodu růstu významu služeb investičního managementu, byla v roce 2001 založena dceřiná společnost Conseq Investment Management, a.s.
V roce 2002 padlo rozhodnutí utlumit brokerskou činnost a věnovat se plně rozvoji aktivit v oblasti investičního managementu, distribuce podílových fondů a služeb s nimi souvisejících.
V letech 2003 a 2004 začala společnost řídit portfolia pro drobné zákazníky a rozšířila nabídku o fondy globálních investičních správců.
V roce 2007 vznikl první fond zaměřený na nemovitosti – Conseq realitní. Zároveň došlo k obdržení licence od České národní banky dceřiné společnosti – Conseq investiční společnost, a.s., v srpnu 2011 přejmenované na QI investiční společnost, a.s., která se dnes zaměřuje na obhospodařování a administraci investičních fondů kvalifikovaných investorů. V následujícím roce 2008 vznikla sekce pro privátní a institucionální klienty, zaměřená na aktivní obhospodařování portfolií těchto klientů a poskytování služeb Wealth Managementu.
V průběhu roku 2010 Conseq expandoval na slovenský trh, který se tak stal prvním zahraničním územím, na kterém poskytuje své služby a produkty.
V roce 2011 byla založena Conseq Funds investiční společnost, a.s., která obhospodařuje standardní a speciální fondy či fondy kvalifikovaných investorů určené pro distribuci v České republice.
Velký nárůst počtu klientů zaznamenala skupina v roce 2013 prostřednictvím akvizice nizozemské finanční společnosti Aegon. Tímto krokem se Conseq penzijní společnost, a.s., založená roku 2012, stala důležitým hráčem na trhu penzijního připojištění.
Roku 2015 Conseq vstoupil prostřednictvím své dceřiné společnosti Conseq Funds investiční společnost, a.s. i na polský trh. Jedná se tak o druhé území mimo Česko, kde skupina Conseq nabízí své služby a produkty.
Od roku 2016 rozšířila skupina Conseq své služby o management emisí korporátních dluhopisů. Na tomto poli pomáhá emitentům z různých sektorů vydat, upsat a následně administrovat jejich korporátní dluhopisy. Milníkem v této oblasti byla činnost hlavního manažera při emisi hypotečních zástavních listů Equa Bank v roce 2018. Celkový objem realizovaných emisí již přesahuje 3,5 miliard Kč.
V prvním čtvrtletí roku 2020 komerční banka Air Bank rozšířila své služby pro majitele peněžních účtů o možnost investování do podílových fondů Conseq a Generali Investments CEE.
V roce 2021 došlo k rozdělení původního oddělení Institucionálních a privátních klientů na dvě divize Conseq Wealth Management a Conseq Investment Banking. Zatímco divize Conseq Wealth Management se zabývá správou aktiv privátních investorů skupiny Conseq, divize Conseq Investment Banking vytváří nové investiční produkty a nástroje kapitálového financování pro potřeby skupiny Conseq či třetí strany. 

## Poskytované služby

### Investice
Společnost Conseq nabízí široké spektrum kvalitních produktů složených z více než 900 investičních fondů z vlastní dílny Conseq Invest, QI investiční společnost, a.s. a Conseq Funds investiční společnost, a.s. nebo z nabídek produktových partnerů – fondů Aberdeen, Allianz Global Investors, Amundi, BlackRock, BNP Paribas Asset Management, Credit Suisse, C-Quadrat, Fidelity Funds, Franklin Templeton Investments, Generali Investments CEE, HSBC, NN Investment Partners a mnoha dalších. 
Conseq svým klientům umožňuje také možnost investovat prostřednictvím aktivně obhospodařovaných investičních programů Horizont Invest nebo Active Invest. 
Program Horizont Invest cílí na dlouhodobé pravidelné investování s daným investičním horizontem převážně do rizikových aktiv (především akciových fondů), zejména v počáteční fázi, které zvyšuje potenciál zhodnocení úspor investora. V posledních letech programu naopak dochází ke snižování této rizikové složky tak, aby byly ochráněny dříve dosažené výnosy a investované prostředky. Horizont Invest získal již osm ocenění odborné poroty soutěže Zlatá koruna v kategorii Podílové fondy.
Program Active Invest sestává ze tří aktivně obhospodařovaných otevřených podílových fondů, které mají jasně definovanou investiční strategii – konzervativní, vyváženou a dynamickou. Tyto podílové fondy umožňují jak jednorázové, tak pravidelné investice. Cílem podílových fondů je nabídnout klientům jednoduché řešení s typizovanými investičními strategiemi, které jsou složeny z fondů několika různých investičních správců. Portfolia podílových fondů Active Invest jsou aktivně obhospodařována týmem investičních manažerů v závislosti na aktuálním vývoji na finančních trzích a v rámci definovaných investičních limitů. Investiční program Active Invest se také dlouhodobě úspěšně prezentuje v soutěži Zlatá koruna.
Portfolio manažer fondů Conseq Invest Martin Pavlík byl v roce 2017 jmenován 14. nejlepším portfolio manažerem ve věkové skupině do 40 let dle světového žebříčku sestavovaném magazínem Citywire, který sleduje průběžnou tříletou výkonnost zhruba 15 tisíc portfolio manažerů z celého světa.

### Wealth Management
Pro privátní a institucionální klientelu Conseq nabízí investiční služby oddělení Wealth Managementu, které vytváří investiční služby na míru prostřednictvím širokého portfolia produktů. Individuální řešení je poskytováno pro municipality, nadace, církve, bytová družstva, ale i další právnické a fyzické osoby.
Vlastním investičním produktem pro privátní a institucionální klientelu jsou aktivně obhospodařovaná investiční portfolia Private Invest. Tato investiční portfolia mají podobu fondů kvalifikovaných investorů s minimální výší investice 1 mil. CZK. V rámci Private Invest je možné každému klientovi vytvořit vlastní, specifické investiční portfolio s investičními strategiemi od konzervativní, přes příjmovou a výváženou, až po růstovou a dynamickou. V rámci Wealth Managementu jsou individuální portfolia vždy přizpůsobena požadavkům a investičnímu profilu samotného investora. Tyto fondy kvalifikovaných investorů ze skupiny Private Invest jsou široce diverzifikovány přes různé světové regiony (vyspělé trhy, rozvíjející se trhy), měny (USD, EUR, CZK) i třídy aktiv (akcie, dluhopisy, nemovitosti a další alternativní investice). Součástí obhospodařování „fondu fondů“ je také řízení měnového rizika.

### Investment Banking
Hlavní činností divize Conseq Investment Banking je zakládání investičních fondů a investičních společností, ale také tvorba dluhopisových emisí. Tyto nástroje poskytují emitentům alternativní formu financování - ekvitní či dluhové. Jak investiční fondy, tak dluhopisové emise, mohou být efektivními a flexibilními nástroji sběru kapitálu oproti běžnému bankovnímu financování. Výběr emitenta podléhá důkladnému posouzení nejen jeho kreditního rizika (tj. detailní posouzení historických finančních výkazů a současného stavu emitenta, zejména z pohledu peněžních toků), ale i samotného obchodního modelu. V případě dluhopisových emisí se Conseq soustředí také na vhodné nastavení kovenantů (tj. podmínek přijímaných za účelem navýšení ochrany držitelů dluhopisů) i případné zajištění emisí za účelem dosažení co nejlepšího poměru výnosu k riziku daného instrumentu. V rámci procesů zakládání investičních fondů či společností Investment Banking poskytuje komplexní služby od architektury provozních, obchodních a především investičních procesů, následného licenčního řízení až po nastavení distribuce za účelem sběru kapitálu.

### Penze
V rámci doplňkového penzijního připojištění nabízí Conseq komplexní penzijní program Zenit složený z jednotlivých účastnických fondů Conseq penzijní společnosti. Jedná se o tzv. strategii životního cyklu, kdy se na počátku využívají spíše dynamičtější fondy, které mají vyšší potenciál výnosu, ale jejich hodnota může více kolísat, zatímco ke konci programu se postupně přesouvají naspořené prostředky do fondů konzervativních tak, aby jeho hodnota už příliš nekolísala a hodnota úspor a případné dříve dosažené zisky tak již nemohly být zásadně ohroženy krizí na akciových trzích.

### Alternativní investice
Za účelem diverzifikace investičních portfolií vlastních investičních fondů nebo privátních a institucionálních klientů, se Conseq věnuje i alternativním investičním strategiím, které spočívají v investování do různých typů aktiv, které nejsou burzovně obchodované. Alternativní investice tak v sobě zahrnují jak investování do obnovitelných zdrojů energie, nemovitostí, tak i finančních derivátů či takzvaných private equity fondů.
Pro investory zajímající se o investování do obnovitelných zdrojů energie je určen fond kvalifikovaných investorů Conseq eko-energetický. Ten se zabývá investováním svěřeného kapitálu do fotovoltaických a větrných elektráren, i do globálního investičního fondu zaměřeného na výstavbu infrastruktury pro výrobu energie z obnovitelných zdrojů v regionu Západní Evropy a Skandinávie.
Investování do nemovitých aktiv či do nemovitostních společností je možné skrze podílový fond Conseq realitní. Mezi významná nemovitá aktiva, která má Conseq realitní ve svém portfoliu, patří například budova A7 Office Center v pražských Holešovicích, kde sídlí český vydavatelský dům Czech News Center.
Pro investice do průmyslových nemovitostí vznikl v roce 2019 fond Accolade Industrial fond fondů, který je společným projektem skupiny Conseq a Accolade Holding, jedné z největších investičních skupin v oblasti developmentu průmyslových parků. Accolade Industrial fond fondů investuje především do podkladového fondu Accolade Industrial Fund s domicilem v Maltské republice. Investiční strategií podkladového fondu je udržovat hodnotu a dosáhnout střednědobého až dlouhodobého zhodnocení kapitálu, s investicemi primárně do diverzifikovaného portfolia průmyslových nemovitostí v České republice, na Slovensku, v Maďarsku, Polsku, Německu a dalších zemích.
K investování do rychle rostoucích technologických firem (startupů v pokročilém stádiu) byl v roce 2019, ve spolupráci s českou investiční skupinou Enern, která stojí za úspěšnými projekty jako je Slevomat, DámeJídlo, Rohlik.cz nebo Woltair, založen fond Orbit Capital a jeho podfond Conseq Venture Debt. Tento fond má za cíl vybraným technologickým firmám poskytnout financování vhodné pro rychle rostoucí společnosti. Tento druh dluhového financování je využívaný zejména v situacích, kdy je společnost již úspěšná, prokázala atraktivní obchodní model, její produkt používá stále rostoucí počet zákazníků, ale zatím nedosahuje pozitivní EBITDA (zisk před započtením úroků, daní a odpisů). Dluhové financování takových startupů se nabízí ve chvíli, kdy už zakladatelé ani investoři nechtějí ředit své podíly, ale přesto potřebují další kapitál na expanzi. Fond Orbit Capital, který vznikl jako joint venture obou zmiňovaných firem, je vůbec první fond poskytující startupům dluhové financování ve středoevropském regionu.